# Wuershan
Wuershan (乌尔善) és un director de cinema xinès d'origen mongol, que va néixer a Hohhot, Mongòlia Interior el 10 de juny de 1972.
El primer llargmetratge de Wuershan va ser Soap Opera (2004), per la qual va ser guardonat amb el Premi FIPRESCI al Festival Internacional de Cinema de Busan. Va continuar dirigint les taquilleres The Butcher, the Chef and the Swordsman (2010), Painted Skin: The Resurrection (2012) i Mojin: The Lost Legend (2015), pel qual va ser guardonat amb els Premi de les Cent Flors al Millor Director als 33ns Premis de les Cent Flors. El 2019, va començar a produir la Trilogia Fengshen.

## Primers anys
Wuershan va néixer a Hohhot, Mongòlia Interior, Xina, el 1972.
Als 16 anys es va matricular a una escola secundària afiliada a l'Acadèmia Central de Belles Arts de la Xina, i el 1992 va ser admès al departament de pintura a l'oli d'aquesta última. No obstant això, va abandonar l'any següent, i el 1994 va començar a estudiar direcció a l'Acadèmia de Cinema de Pequín, graduant-s’hi el 1998. Va començar la seva carrera fent anuncis de televisió, va tenir èxit en el negoci. Va continuar treballant com a director d'anuncis de televisió, artista de vídeo i artista d'avantguarda fins a la seva debut a la indústria del cinema amb la pel·lícula de 2004 Soap Opera.

## Carrera
El debut cinematogràfic de Wuershan va arribar amb Soap Opera (2004). Per aquesta pel·lícula, va guanyar el Premi FIPRESCI al Festival Internacional de Cinema de Busan el 2004.

### The Butcher, the Chef and the Swordsman
El 16 de setembre de 2010, el segon llargmetratge de Wuershan va debutar al Festival Internacional de Cinema de Toronto. The Butcher, the Chef and the Swordsman es va estrenar el 16 de setembre de 2010 al Festival Internacional de Cinema de Toronto a la secció Midnight Madness, marcant la primera vegada que una pel·lícula de la Xina es mostra en aquesta barra lateral. Va rebre ressenyes mixtes de la crítica. La pel·lícula també va ser projectat al Festival Internacional de Cinema de Busan Va ser presentada per Doug Liman al festival. Es va estrenar als cinemes el 17 de març de 2011 al sud-est asiàtic, Amèrica del Nord, Austràlia i Nova Zelanda simultàniament. Descrita com una comèdia d'arts marcials d'avantguarda, a pel·lícula es divideix en tres històries titulades "Desig", "Venjança" i "Avarícia", i segueix el "viaje d'una espada mística com passa per les mans de tres homes ambiciosos."

### Painted Skin: The Resurrection
El tercer llargmetratge de Wuershan, Painted Skin: The Resurrection, es va estrenar el 28 de juny de 2012. La pel·lícula, que té un índex d'aprovació del 83% al lloc agregat Rotten Tomatoes, i es descriu com una "història d'amor deliciosament boija", parla de Xiaowei, un esperit de guineu malèvol, que consumeix el cor dels homes per preservar la seva bellesa i busca un cor que ha de ser se li regala lliurement per convertir-se en humana, mentre que la princesa Jing, malalta d'amor, que porta una màscara per ocultar el seu rostre marcat, busca l'amor veritable. Acaba decidint canviar el seu cor pur per la bellesa del dimoni guineu. Amb un total brut de taquilla de 115,07 milions de dòlars, la pel·lícula es va convertir en la pel·lícula nacional més taquillera de la Xina superant l'anterior rècord Let the Bullets Fly.

### Mojin: The Lost Legend
El seu quart llargmetratge va ser Mojin: The Lost Legend, un thriller d’acció d’aventures fantàstica basat en la novel·la Guǐ Chuīdēng. Va ser llançat el 18 de desembre de 2015. La pel·lícula va guanyar diversos premis, inclosos els millors efectes visuals al Festival de Cinema d'Estudiants Universitaris de Pequín i als Premis de Cinema Cavall d'Or, i Wuershan va ser nomenat Millor Director al 33ns Premis de les Cent Flors. Tanmateix, la pel·lícula va rebre ressenyes diverses de la crítica occidental. La pel·lícula va ser un gran èxit de taquilla, amb una recaptació de més de 278 milions de dòlars americans a partir d'un pressupost de 37.

### Trilogia de Fengshen
El 2019, va començar a produir la Trilogia de Fengshen. De vegades anomenada com a "El Senyor dels Anells' de la Xina", és la "producció més ambiciosa i cara de la història xinesa" La producció compta amb un equip de més de dos mil empleats. La pel·lícula és un relat de Fengshen Yanyi, una novel·la xinesa del segle XVI i una de les principals xinès vernacle treballa en el gènere Déus i dimonis (shenmo) escrit durant la dinastia Ming (1368–1644).
La novel·la combina elements d'història, folklore, mitologia, llegendes i fantasia, amb una història ambientada en l'època de la decadència de la dinastia Shang (1600–1046 aC) i l'ascens de la dinastia Zhou (1046–256 aC). Explica la caiguda del rei Zhou, l'últim governant de la dinastia Shang. Es converteix en un tirà després d'haver estat "embruixat per un esperit de guineu que es fa passar per la seva concubina". Una batalla èpica "per derrotar-lo, en què participen déus, dimonis i altres éssers sobrenaturals". Barrie M. Osborne, productor de El Senyor dels Anells: El retorn del rei, va participar en la producció.
La primera pel·lícula de la trilogia Creation of the Gods I: Kingdom of Storms es va estrenar el 20 de juliol de 2023.

## Filmografia
- Soap Opera (肥皂剧), 2004
- The Butcher, the Chef and the Swordsman (刀见笑), 2010
- Painted Skin: The Resurrection (画皮II), 2012
- Mojin: The Lost Legend (寻龙诀), 2015[26]
- Creation of the Gods I: Kingdom of Storms (封神第一部：朝歌风云), 2023
- Creation of the Gods II: Demonic Confrontation, 2025
- Creation of the Gods III: Creation Under Heaven, TBA

## Premis i nominacions
| Any  | Premi                                     | Categoria              | Projecte                                | Resultat  | Ref.   |
| ---- | ----------------------------------------- | ---------------------- | --------------------------------------- | --------- | ------ |
| 2016 | Premi de les Cent Flors                   | Millor director        | Mojin: The Lost Legend                  | Guanyador | [ 27 ] |
| 2011 | Premis de Cinema Cavall d'Or              | Millor Director Novell | The Butcher, the Chef and the Swordsman | Guanyador | [ 28 ] |
| 2004 | Festival Internacional de Cinema de Busan | Premi FIPRESCI         | Soap Opera                              | Guanyador | [ 4 ]  |